# Agama gracilimembris
Agama gracilimembris är en ödleart som beskrevs av  Paul Chabanaud 1918. Agama gracilimembris ingår i släktet Agama och familjen agamer. Inga underarter finns listade i Catalogue of Life.
Denna ödla förekommer i västra och centrala Afrika från östra Guinea och södra Mali till Centralafrikanska republiken. Den når inta havet. Exemplaren lever i låglandet och i kulliga regioner upp till 500 meter över havet. De vistas i savanner och ganska torra skogar. Agama gracilimembris är dagaktiv och varje exemplar lever utanför parningstiden ensam. Individerna har inga revir. Ödlan syns ofta på termitstackar eller andra höga platser. Honor lägger ägg.
För beståndet är inga hot kända. Hela populationen bedöms som stabil. IUCN listar arten som livskraftig (LC).